# 巴里縣 (密歇根州)
巴里縣（英語：Barry County）是美国密西根下半島南部的一個縣，面積1,494平方公里。根據2020年美國人口普查，共有人口62,423人。縣治黑斯廷斯。該縣成立於1829年4月29日，縣名紀念曾任美国邮政署长的威廉·泰勒·巴里（William Taylor Barry）。